# Alex Higgins
Alexander Gordon Higgins, anche conosciuto come The Hurricane (Belfast, 18 marzo 1949 – 24 luglio 2010), è stato un giocatore di snooker britannico, due volte campione del mondo (1972, 1982). Higgins guadagnò il soprannome The Hurricane a causa della sua velocità di gioco.

## Biografia
Passato al professionismo all'età di 22 anni, vinse il Campionato mondiale di snooker al primo tentativo nel 1972, vincendo la finale 37-32 contro John Spencer. Higgins fu il più giovane vincitore del titolo di sempre, un record imbattuto fino al 1990, quando Stephen Hendry vinse a 21 anni.
Nell'aprile del 1976 Higgins raggiunse di nuovo la finale incontrando Ray Reardon. Arrivò a condurre fino a 11-9, ma Reardon, realizzando una serie di ben quattro century breaks e sette frame oltre i 60 punti, vinse il suo quinto titolo, chiudendo con il punteggio di 27-16. Higgins fu ancora in finale al Crucible contro Cliff Thorburn nel 1980, ma perse 18-16.
A dieci anni dal primo, Higgins vinse il suo secondo titolo mondiale nel 1982 battendo Reardon 18-15 (con una "ripulitura totale" a 135 punti nell'ultimo frame). Dal carattere difficile e imprevedibile, sarebbe stato classificato al numero 1 del ranking mondiale nella stagione 1982-83 se non avesse perso punti in seguito a sanzioni disciplinari.
Nel corso della sua carriera Higgins vinse 20 altri titoli, tra cui l'UK Championship del 1983, con una famosa rimonta da 0-7 fino a 16-15 contro Steve Davis. Vinse inoltre due volte il Masters, nel 1978 e nel 1981, battendo rispettivamente Cliff Thorburn e Terry Griffiths. Un'altra notevole vittoria fu nell'Irish Masters del 1989, quando all'età di 40 anni sconfisse un giovane Stephen Hendry.